# Nachal Avid
Nachal Avid (hebrejsky: נחל עביד) je vádí v Dolní Galileji, v severním Izraeli.
Začíná v nadmořské výšce okolo 300 metrů východně od vesnice Acmon. Směřuje potom rychle se zahlubujícím a zalesněným údolím k severu. Podél dna údolí tu vede lokální silnice 784. Vádí míjí ze západu vesnici Juvalim a jižně od obce Šorašim ústí zleva do toku Nachal Chilazon.